# جوردي مولا
جوردي مولا (بالإسبانية: Jordi Mollà)‏ هو كاتب ومخرج وممثل إسباني، ولد في 1 يوليو 1968 في إسبانيا.

## أعمال

### أفلام
- (1992) خامون خامون
- (2001) صوت البحر[2]
- (2003) فتيان أشقياء 2[3][4][5]
- (2004) معركة ألامو
- (2007)  العصر الذهبي[6]
- (2010) إستنشق
- (2010) فارس ويوم[7][8]
- (2011) كولومبيانا[9][10]
- (2013) ريديك
- (2015) المجرم
- (2015) في قلب البحر[11][12]
- (2015) مصطلح الحياة

## وصلات خارجية
- جوردي مولا على موقع IMDb (الإنجليزية)
- جوردي مولا على موقع ألو سيني (الفرنسية)
- جوردي مولا على موقع تيرنر كلاسيك موفيز (الإنجليزية)
- جوردي مولا على موقع أول موفي (الإنجليزية)
- جوردي مولا على موقع قاعدة بيانات الأفلام السويدية (السويدية)
- جوردي مولا على موقع إن إن دي بي (الإنجليزية)
- جوردي مولا على موقع قاعدة بيانات الفيلم (الإنجليزية)
- جوردي مولا على موقع كينوبويسك (الروسية)